# Нова Кулинда
Нова Кулинда (рос. Новая Кулында) — село у Чистоозерному районі Новосибірської області Російської Федерації.
Входить до складу муніципального утворення Новокулиндінська сільрада. Населення становить 644 особи (2010).

## Історія
Згідно із законом від 2 червня 2004 року органом місцевого самоврядування є Новокулиндінська сільрада.

## Населення
| 1996 | 2002 | 2007 | 2010 |
| ---- | ---- | ---- | ---- |
| 700  | ↗740 | ↘738 | ↘644 |